# André Hakim
André Nessim Hakim (* 5. Dezember 1915 in Alexandria, Ägypten; † 19. Oktober 1980 in Los Angeles, Kalifornien) war ein ägyptischstämmiger, französisch-US-amerikanischer Filmproduzent.

## Leben
André Hakim, der jüngste der drei filmproduzierenden Hakim-Brüder, stand sein Leben lang im Schatten von Robert und Raymond Hakim. Aufgrund seines jungen Alters war er vor 1939 noch nicht als Produzent tätig, sondern durchlief mehrere Assistenzen in der Firma der Brüder. Infolge der Besetzung Frankreichs durch die Wehrmacht flohen alle drei Hakim-Brüder in die Vereinigten Staaten, wo André zunächst im Filmgeschäft nicht Fuß fassen konnte.
Während Robert und Raymod noch einige Jahre in Hollywood blieben, kehrte André kurz nach Kriegsende wieder nach Paris zurück und konnte dort seinen ersten Film herstellen. Während mit Beginn der 1950er Jahre auch Robert und Raymond nach Frankreich heimkehrten, übersiedelte André Hakim nunmehr erneut in die Vereinigten Staaten. Er heiratete dort eine der beiden Töchter des US-amerikanischen Filmmoguls Darryl F. Zanuck und begann unter dessen Patronage für die Twentieth Century Fox Filme zu produzieren. Nach nur wenigen Jahren kehrte André Hakim ein zweites Mal nach Frankreich heim und setzte dort und kurzzeitig auch in Großbritannien seine Laufbahn, die nur wenige Kinofilme und eine Fernsehserie umfasste, fort. Nach der gescheiterten Ehe mit Susan Marie Zanuck (1967) und der nicht minder erfolglosen Karriere als Produzent ließ sich Hakim, zuletzt auch US-Staatsbürger, endgültig in Kalifornien nieder, wo er wenige Monate nach seinem Bruder Raymond starb.

## Filmografie
- 1947: L’éventail
- 1951: Mr. Belvederes zweite Jugend (Mr. Belvedere Rings the Bell)
- 1952: Fünf Perlen (O. Henry‘s Full House)
- 1953: Der neue Sheriff (Powder River)
- 1955: Paris Precinct (Fernsehserie)
- 1956: Der Mann, den es nie gab (The Man Who Never Was)
- 1957: Treibgut der Leidenschaft (Sea Wife)
- 1963: Das leichte Geld der Liebe (La bonne soupe)
- 1964: Monsieur geht fremd (Patate)
- 1969: Hello – Goodbye
- 1973: La grabuge (ungenannt)